# Mutassim Gaddafi

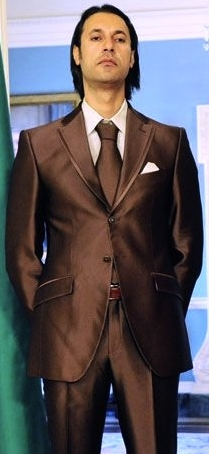
Mutassim Gaddafi 2009

Mutassim Gaddafi (auch al-Mutasim-Billah Muammar al-Ghaddafi, Mutassim-Billah Muamar al-Qaddafi oder al-Mu'tasim-Billah Muammar al-Gaddafi; arabisch المعتصم بالله معمر القذافي, DMG Muʿtaṣim bi-llāh al-Qaḏḏāfī; * zwischen 1974 und 1977 in Tripolis; † 20. Oktober 2011 in Sirte) war ein libyscher Armeeoffizier, von 2007 bis 2011 Chef des nationalen Sicherheitsrates und der Kommandeur der Leibgarde seines Vaters. Er war der vierte Sohn von Muammar al-Gaddafi und dessen zweiter Frau Safaja Farkash.

## Leben
Mutassim Gaddafi begann ein Medizinstudium, schlug dann aber eine militärische Laufbahn ein. Er absolvierte seine militärische Ausbildung in Libyen und bei einer Militärakademie für Panzer in Ägypten. 1998 wurde er zum Oberleutnant befördert, 2005 hatte er den Rang eines Oberstleutnants inne. 2006 studierte er für wenige Wochen an der Londoner School of Oriental and African Studies. In den späten 1990er Jahren überwarf er sich mit seinem Vater, ihm wurde ein Putschversuch vorgeworfen. Er floh nach Ägypten, konnte aber 2006 in sein Heimatland zurückkehren und wurde von seinem Vater von nun an mit politischen und diplomatischen Aufgaben betraut. In der Frage der Nachfolge Muammar Gaddafis galt Mutassim als der stärkste Konkurrent seines älteren Bruders Saif al-Islam al-Gaddafi.
Im April 2009 traf er sich in Washington mit der US-amerikanischen Außenministerin Hillary Clinton, was als wichtigster diplomatischer Austausch seit der Wiederaufnahme der Beziehungen zwischen beiden Ländern eingeschätzt wurde. Im August desselben Jahres empfing er in Tripolis die Senatoren John McCain und Joseph Lieberman. Er äußerte bei dem Treffen den Wunsch nach militärischer Zusammenarbeit und dem Einkauf militärischen Materials in den Vereinigten Staaten.
Mitteilungen des Nationalen Übergangsrates zufolge wurde er während des libyschen Bürgerkrieges am 20. Oktober 2011 ebenso wie sein Vater in Sirte festgenommen und getötet. Zuvor hatte er die Verteidigung der Stadt Brega kommandiert. Beide Leichname wurden in einem Kühlhaus ausgestellt und an einem geheimen Ort beerdigt.

## Privates
Mutassim Gaddafi war für einen verschwenderischen Lebensstil bekannt und lud Prominente wie Beyoncé, Mariah Carey, Jon Bon Jovi, Lindsay Lohan und Jay-Z zu seinen Partys ein. Er war vier Jahre lang mit dem italienischen Fotomodell Vanessa Hessler liiert.

## Auszeichnungen
- 2003 Medaille der Freundschaft (Kuba)